# Bruno Förster
Bruno Förster (* 22. Juni 1907 in Ratibor, Oberschlesien; † 25. Oktober 1997) war ein deutscher Organist und Landesposaunenwart in Mecklenburg.

## Leben
Förster besuchte eine Handelsschule in Ratibor und war einige Jahre in der Verwaltung einer Waggon- und Schiffbaugesellschaft tätig. In Leipzig begann er ein Musikstudium, das er aus finanziellen Gründen nach zwei Semestern abbrechen musste. Er ging zum Reichsarbeitsdienst und erhielt die Aufgabe, in Hirschberg einen Musikzug aufzubauen. Seine dabei gezeigten Fähigkeiten waren wohl der Grund dafür, dass man ihm die Fortsetzung des Studiums an der Hochschule für Musik zu Weimar ermöglichte. Nach dem Abschluss entsandte ihn der Reichsarbeitsdienst nach Königsberg (Preußen). Bei Kriegsende geriet er in amerikanische Kriegsgefangenschaft, aus der er im September 1945 entlassen wurde. Er ging nach Lübtheen, wohin seine Frau und die drei Kinder geflüchtet waren. Hier übernahm er den Wiederaufbau des Kirchenchores, des Posaunenchores und des Jugendchores. Nachdem er 1947 die C-Prüfung bestanden hatte, war er nebenbei im nahen Pritzier als Organist tätig. Als humorvoll und talentiert wahrgenommen, wurde er am 15. März 1949 probeweise als Landesposaunenwart angestellt. Am 1. März 1950 endgültig übernommen, hatte er mit der schwierigen Beschaffung und Finanzierung von Blasinstrumenten und Musikalien zu kämpfen. An ihnen hingen die Gründung und Wiederbelebung von Chören. Leihen war nur manchmal möglich, neue Instrumente gab es kaum, gebrauchte waren rar und teuer. Schwierigkeiten bereiteten auch ungeklärte Eigentumsrechte an Instrumenten, die durch Verleihen, Einzug und Weitergabe an andere Gemeinden vor 1945 entstanden waren. Trotzdem ging es aufwärts. Förster organisierte Posaunenfeste und Rüstzeiten und widmete sich dem Besuchsdienst der Chöre, für den er später ein Motorrad erhielt. Die Betreuungsarbeit der Chöre nahm derart zu, dass mit Herbert Krügel ein Hilfsposaunenwart eingestellt werden musste. Ende Juli 1952 verließ Förster die Deutsche Demokratische Republik. Er ging nach West-Berlin, wo seine beiden ältesten Kinder studierten. Sein Arbeitsvertrag endete offiziell am 31. August 1952. Später war Förster als Kantor-Katechet im niederbayerischen Zwiesel tätig.